# Wellington Callegari

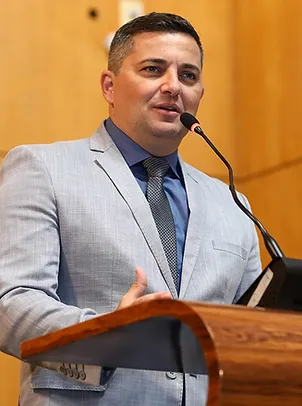
Deputado Estadual - Espírito Santo

Wellington Callegari nasceu no dia 14/12/1981, na cidade de São Paulo. Em outubro de 2022, foi eleito deputado estadual pelo Estado do Espírito Santo, filiado ao Partido Liberal (PL). Tomou posse no dia 1º de Fevereiro de 2023. O campo da direita sempre marcou sua trajetória política, lutando contra o identitarismo da esquerda e contra as famigeradas políticas de cunho progressistas. Foi conversando com a população, palestrando em todo Estado, participando dos debates e enfrentando as bases comunistas que decidiu entrar para vida pública e concorrer a um cargo eletivo. Sua chegada na Assembleia Legislativa tem a forte marca do trabalho e da dedicação às pautas conservadoras baseadas no pró-vida, pró-armas como direito de defesa e o livre-mercado, caracterizado pela não intervenção do Estado e pela autorregulação da economia. Esses princípios e valores o levaram a ocupar uma cadeira no legislativo estadual, onde representa o cidadão de direita e conservador.  
Além de exercer suas funções como parlamentar, também é professor, palestrante, moderador titular do Podcast do Projeto Ordem, Justiça e Liberdade (OJL) e apresentador do programa Doutrina de Ordem.  
Confira mais informações sobre a atuação do Deputado Estadual Wellington Callegari, no site oficial: https://www.wellingtoncallegari.com/